# Électricité de France
Électricité de France (EDF) este cea mai importantă companie de utilități din Franța, având peste 156.000 de angajați și producând aproximativ 22% din energia electrică din Uniunea Europeană. Compania a fost înființată în anul 1946, prin naționalizarea a 1450 de companii de electricitate și gaz din Franța. În anul 2004, EDF a devenit companie publică, iar în 2005 a devenit listată la bursă.
În noiembrie 2007, Statul francez deținea aproximativ 87% din grupul energetic, a cărui capitalizare bursieră se ridica la peste 156 miliarde euro. Tot în noiembrie 2007, Statul francez a anunțat că va vinde 3% din capitalul grupului energetic EDF pentru a finanța un plan de investiții de cinci miliarde euro în universitățile franceze.
Compania rămâne puternic îndatorată. Rentabilitatea sa a avut de suferit în timpul recesiunii care a început în 2008. În 2009, a obținut venituri de 3,9 miliarde de euro, care au scăzut la 1,02 miliarde de euro în 2010, cu provizioane constituite în valoare de 2,9 miliarde de euro.
Cifra de afaceri în 2007: 59,6 miliarde Euro